# Solar Sister
Solar Sister — социальное предприятие, которое инвестирует средства в создание сети прямых продаж. Женщины, работающие в Solar Sister, продают в отдалённых сельских районах Африки фонари и лампы, заряжающиеся от солнечных панелей, чем помогают бороться с бедностью и безграмотностью (экологически чистые лампы позволяют избавиться от вредных керосиновых ламп, получить дополнительное образование и возможность зарядить мобильные телефоны в деревнях без электричества, а также повышают безопасность в тёмное время суток). В компании работает более 1 тыс. женщин-предпринимательниц, прошедших специальное обучение. Они не только несут прогресс в бедные области, но и с помощью заработка избавляют свои семьи от бедности. Также работницы Solar Sister продают эффективные кухонные плиты, которые расходуют меньше дров.
Solar Sister организовала и возглавила в 2009 году бывший инвестиционный банкир Кэтрин Люси (Katherine Lucey), которая позже вошла в правление некоммерческой организации Solar Light for Africa. В 2010 году предприятие, начавшее свою деятельность в Уганде, получило стартовый грант от ExxonMobil Women’s Economic Opportunity Initiative Fund. Сейчас Solar Sister работает в Уганде, Танзании и Нигерии (клиентами 1,2 тыс. работниц компании являются свыше 200 тыс. человек, в планах увеличить число работниц до 5 тыс.). Партнёрами Solar Sister являются UN Women, Агентство США по международному развитию, фонд Ашока, Фонд социального предпринимательства Шваба, Draper Richards Kaplan Foundation, Clif Bar Family Foundation и Exxon Mobil.
В 2010 году Solar Sister получила награды от Clinton Global Initiative, Ashoka Changemaker, Women in the World Summit и журнала Newsweek, в 2011 году — от Santa Clara Global Social Benefit Incubator и Social Venture Network. Изначально Solar Sister финансировалась грантами, пожертвованиями и прибылью с продаж, в 2015 году планирует выйти на самоокупаемость. 